# Top Secret (gioco di ruolo)
Top Secret è un gioco di ruolo di spionaggio scritto da Merle M. Rasmussen e pubblicato nel 1980 dalla TSR. Fu il primo gioco di spionaggio e quello di maggior successo fino alla pubblicazione di James Bond 007 della Victory Games.
La linea Top Secret fu sospesa nel 1992. Nel 1997 la TSR fu acquistata dalla Wizards of the Coast a sua volta acquisita dalla Hasbro nel 1999.

## Top Secret
La versione originale di Top Secret fu scritta da Merle M. Rasmussen, e permetteva ai giocatori e al master di costruire una propria ambientazione per la campagna. La confezione in scatola del gioco includeva un manuale di 64 pagine e l'avventura d'esempio Operation: Sprechenhaltestelle. Il gioco fu sviluppato nel corso di due anni da Rasmussen e il curatore editoriale Allen Hammack. Un biglietto smarrito, scritto sulla carta intestata della TSR riguardo a un piano di omicidio fittizio, parte del playtesting di Top Secret porta l'FBI a visitare gli uffici della TSR.
Le meccaniche di gioco usano unicamente dadi a dieci facce. Tutti gli attributi e altre caratteristiche e statistiche degli oggetti in gioco sono definite in percentuali, alcuni punteggi sono generati casualmente, mentre altri derivano da quelli tirati. Top Secret comprende areas of knowledge ("aree di conoscenza") la cui funzione è simile a quella delle abilità in giochi di ruolo più moderni. I personaggi guadagnano punti esperienza e avanzano in livelli. I livelli hanno un effetto relativamente limitato in effetti di gioco (il più significativo è che i punti esperienza sono divisi per il livello del personaggio, ma la ricompensa base della missione è moltiplicata dal livello del personaggio). Un'innovazione significativa è l'introduzione dei punti fama e fortuna che un giocatore può spendere per salvare il suo personaggio da una situazione difficile.
I personaggi di Top Secret dipendono da uffici specifici — Assassinio, Confisca o Investigazione — di un'agenzia di spionaggio lasciata non descritta. Un personaggio può essere chiamato a svolgere con successo funzioni diverse da quelle primarie della sua agenzia. L'effetto di gioco di un ufficio è di dare un bonus di 100 punti esperienza per il conseguimento di obiettivi che ricadono nell'area di specializzazione dell'ufficio, così come ottenere ricompense bonus. Un'appendice del manuale elenca dozzine di organizzazioni di spionaggio fittizie e reali che possono essere usate come datori di lavoro o avversari per le missioni.
Una seconda edizione pubblicata delle regole base pubblicata nel 1981, rivede le regole per il combattimento. L'espansione The Top Secret Companion (1985) introduce miglioramenti a molti componenti del gioco. Include classi personaggio e missioni aggiuntive, così come nuove aree di conoscenza e abilità. Viene introdotto un sistema di combattimento revisionato per velocizzare la risoluzione degli scontri e fornisce una maggior varietà di risultati di combattimento. Vengono presentate anche nuove armi ed equipaggiamenti.

### Edizioni
- Merle Rasmussen e Allen Hammack (1980). Top Secret: Espionage Role Playing Game. ISBN 0-935696-16-4. Set in scatola con un manuale di regole di 64 pagine e lo scenario introduttivo TS001 - Operation: Sprechenhaltestelle ("Il posto dove si smette di parlare"), che dettaglia una città non specificata al confine tra Europa dell'Est e dell'Ovest piena di segreti ed inganni. Originariamente usata come scenario a una GenCon.
- Merle Rasmussen e Allen Hammack (1981). Top Secret: Espionage Role Playing Game. Seconda edizione.
- Corey Koebernick (1982). Administrator's Screen and Mini-Module. ISBN 0-935696-79-2. Include il miniscenrio Operation: Executive One, gli agenti devono salvare il presidente, tenuto prigioniero da una banda di mercenari canadesi in una casa infestata da fantasmi.
- Mike Carr (1982). TS002 - Operation: Rapidstrike!. ISBN 0-935696-57-1. Questo modulo dettaglia un radi contro un'installazione nemica per recuperare uno scienziato rapito.
- Mike Carr (1982). TS003 - Lady In Distress. Gli agenti devono recuperare una nave da crociera dirottata.[7] I piani della nave sono basati su quelli dell'Achille Lauro, che fu dirottata da terroristi del FLP nel 1985.
- Philip Taterczynski (1983). TS004 - Operation: Fastpass. ISBN 0-88038-011-X. Gli agenti devono contattare un crittografo ungherese e aiutarlo a fuggire all'ovest durante una convention di editori di puzzle a Budapest.[7]
- David Cook (1983). TS005 - Operation: Orient Express. . ISBN 0-88038-041-1. Sei miniscenari ambientati a bordo di treni in Europa e regole per creare avventure simili.[7]
- Merle Rasmussen (1984). TS006 - Operation: Ace of Clubs. ISBN 0-394-53464-6. Gli agenti devono sugli omicidi al The Ace of Clubs, una casinò e luogo di villeggiatura esclusivo usato come fronte per una scuola di addestramento agenti.[7]
- Merle Rasmussen (1985). TS007 - Top Secret Companion. ISBN 0-88038-102-7. Regole aggiuntive e nuovo equipaggiamento.[7]
- Merle Rasmussen (1985). TS008 - Operation: Seventh Seal. ISBN 0-88038-134-5. Gli agenti devono affrontare una minaccia nucleare da parte di un'organizzazione segreta che usa come nomi in codice il nome di carte dei tarocchi.[7]

Moduli pubblicati sulla rivista Dragon:
- Mike Carr (luglio 1980). The Missile Mission, Dragon n. 39.
- Merle Rasmussen e James Thompson (aprile 1981).Doctor Yes: The Floating Island Mission, Dragon n. 48.
- Merle Rasmussen, James Thompson (dicembre 1981).Mad Merc: The Alulu Island Mission, Dragon n. 56.
- Jerry Epperson (giugno 1982). Chinatown: The Jaded Temple, Dragon n. 62.
- Al Taylor (novembre 1983). Wacko World, Dragon n. 79. Gli agenti devono investigare un parco a tema.
- Merle Rasmussen (luglio 1984). Whiteout, Dragon n. 87. Incidenti sospetti in una stazione di ricerca antartica richiedono la presenza di agenti in incognito per investigare.

## Top Secret/S.I.
Nel 1987 la TSR pubblicò Top Secret/S.I. ("Special Intelligence"), un'edizione completamente riprogettata del gioco a cura di Niles Douglas che conserva solo alcuni elementi del regolamento precedente. S.I. introduce un ambiente di gioco più strutturato nel quale i giocatori lavorano come agenti per l'agenzia di spionaggio Orion Foundation contro il suo avversario malvagio, WEB. Conserva alcuni elementi del regolamento precedente, Manuali successivi introducono sia ambientazioni con elementi supernaturali (Agent 13) o futuristici (F.R.E.E.Lancers). Queste ambientazioni introducono diversi personaggi ricorrenti come Sebastian Cord e Agent 13. I personaggi sono creati spendendo punti su vantaggi e talenti e le regole enfatizzano l'azione cinematica piuttosto che il realismo.
Top Secret/S.I. usa un sistema di combattimento rapido che con un singolo tiro di dado centesimale determina se il colpo è stato portato a segno, quale parte del corpo è stata colpita e il danno causato. Secondo gli attributi e abilità del personaggio e bonus e penalità dell'azione tentata il master (chiamato administrator nelle regole) assegna la probabilità percentuale di colpire un dato bersaglio e il giocatore tira i dadi (una coppia di dadi a 10 facce, di cui uno marcato con le decine), un risultato pari o inferiore alla probabilità di colpire riesce. La parte del corpo colpita viene determinata dal dado delle unità, mentre la locazione colpita nel combattimento corpo a corpo viene determinato dal risultato del dado delle decine. Nel caso di attacchi con armi la locazione del corpo viene determinata da un secondo tiro di dado dipendente dalle caratteristiche dell'arma.
Le schede del personaggio sono realizzate come se fossero una scheda del dossier dell'agente e comprendono uno schema delle dieci possibili locazioni del corpo che è possibile colpire e un'area per inserire un disegno o ritratto del personaggio.

### Edizioni
- Niles Douglas, Warren Spector (1987). Top Secret/S.I.. ISBN 0-88038-407-7. Set in scatola, quattro libretti: Player's Guide (64 pp.), Administrator's Guide (64 pp.), Equipment Inventori (32 pp.) e Settings and Scenarios (32 pp.)[7]
- Jean Blashfield (1988). The Final Bug: A Solo Operations Casebook. ISBN 0-88038-553-7. Modulo in solitario in cui il giocatore deve scoprire il colpevole di un omicidio in un laboratorio di ricerche genetiche.)[7]
- Troy Denning (1989). Foul Play at Fool's Summit: A Solo Operations Casebook. ISBN 0-88038-621-5. Modulo in solitario in cui il giocatore deve inflitarsi in una squadra di sciatori.[8]
- Douglas Niles e Bob Kern (1988). High Stakes Gamble. ISBN 0-88038-545-6. Set in scatola contenente tre manuali di 32 pagine. Uno descrive il mondo della competizioni automobilistiche e comprende regole avanzate per i veicoli, uno descrive Monte Carlo e la Costa Azzurra e l'ultimo contiene due scenari.[9]
- Merle Rasmussen (1987). G4 File: Guns, Gadgets & Getaway Gear. ISBN 0-88038-474-3. Manuale di equipaggiamento[9]
- Tracy Hickman (1987). TS1 - Operation: Starfire. ISBN 0-88038-476-X. Modulo di avventura che si apre con un inseguimento in moto nel Grand Canyon e termina in una base nemica in cima ad un vulcano nelle Hawaii.[9]
- Mark Acres e Doug Chaffee (1988). TSAC2 - Agent 13 Source Book. ISBN 0-88038-478-6. Regole per ambientare avventure nelle storie dei pulp magazine degli anni trenta.[9]
- John Prados (1988). TSAC3 - Covert Operations Sourcebook. ISBN 0-88038-479-4. Dati sulle agenzie di spionaggio del mondo reale.[9]
- Jeff Grubb (1988). TSAC4 - F.R.E.E. Lancers. ISBN 0-88038-565-0. Regole per avventure nel 1998 (all'epoca di dieci anni nel futuro), compresi equipaggiamenti ad alta tecnologia.[9]
- David Cook (1988). TSAC5 - Commando. ISBN 0-88038-594-4. Descrizione di gruppi terroristici e unità di élite.[8]
- John Prados (1988). TSAC6 - Covert Operations Sourcebook Vol. 2. ISBN 0-88038-616-9. Altro manuale sulle agenzie di spionaggio reali.[10]
- Tracy Hickman (1988). TS2 - The Doomsday Drop. ISBN 0-88038-480-8. Modulo in cui gli agenti devono infiltrarsi in un sottomarino nucleare sovietico.[9]
- Scott Bowles (1989). F.R.E.E. America. ISBN 0-88038-725-4. Scenario per TSAC4 ambientato nella Chicago dell'allora futuro.[7]
- (1988). TS3 - Orion Rising. ISBN 0-88038-575-8. Supplemento che descrive i dodici uffici della Orion Foundation, ognuno scritto da un diverso autore.[9]
- TS4 - Commando Brushfire Wars. ISBN 0-88038-708-4. Raccolta di scenari ambientati in vari punti caldi della terra.[9]
- Bob Kern (1989). TSE1 - Web of Deceit. ISBN 0-88038-714-9. Campagna ambientata sull'isola fittizia di San Cristobal, una dittatura comunista.[10]
- Bob Kern (1989). TSE2 - Sting of the Spider. ISBN 0-88038-732-7. Scenario ambientato a San Cristobal.[10]
- Bob Kern (1989). TSE3 - Web Wars. ISBN 0-88038-765-3. Finale dello scenario a San Cristobal[10]
- Caroline Spector (1990). TSA1 - The Web. ISBN 0-88038-820-X
- Ray Winninger (1990). TSA2 - The Final Weapon. ISBN 0-88038-855-2

Moduli pubblicati su Dungeon:
- John Terra Operation: Fire Sale, Dungeon n. 26.

I primi moduli della rivista Polyhedron contenevano materiale per Top Secret e a volte dei mini moduli.

## Romanzi
La TSR pubblicò cinque romanzi basati su varie ambientazioni di Top Secret/S.I..
- Flint Dille e David Marconi (1986). The Invisible Empire. ISBN 0-88038-281-3
- Flint Dille e David Marconi (1986). The Serpentine Assassin Flint Dille and David Marconi. ISBN 0-88038-282-1
- Flint Dille and David Marconi/Aaron Allston (1988). Double Agent: Acolytes of Darkness/Web of Danger. ISBN 0-88038-550-2
- Richard Merwin/Warren Spector (1988). Double Agent: Royal Pain/The Hollow Earth Affair. ISBN 0-88038-551-0
- Richard Merwin/David Cook (1988). Double Agent: The Hard Sell/Glitch!. ISBN 0-88038-589-8
- Mel Odom (1995).F.R.E.E.Lancers. ISBN 0-7869-0113-6
- Mel Odom. (1996). F.R.E.E.Fall. ISBN 0-7869-0493-3

## Fumetti
La TSR pubblicò due graphic novel basate sull'ambientazine pulp di Agent 13:
- Flint Dille, David Marconi e Dan Spiegle. Agent 13: The Midnight Avenger. ISBN 0-88038-581-2
- Agent 13: Acolytes of Darkness (liberamente basata sul romanzo)

Inoltre pubblicò otto numeri della serie a fumetti 13: Assassin, che presentava storie ambientate nella campagna Agent 13, ma spostata negli anni novanta. I primi sei numeri comprendevano anche una storia ambientata nell'ambientazione standard (Orion contro Web) di Top Secret/S.I.. Ogni numero conteneva anche un gioco in miniatura e in alcuni le statistiche per giocare nel gioco di ruolo i personaggi del fumetto.
Infine la TSR pubblicò Warhawks, una serie di moduli/storie a fumetto che spostavano l'ambientazione di Top Secret/S.I. in un'ambientazione in cui ci si poteva spostare nel tempo. I quattro numeri comprendevano le statistiche di gioco dei personaggi e servivano da manuali per la campagna.